# Baruza
Baruza (arab. باروزة) – wieś w Syrii, w muhafazie Aleppo. W 2004 roku liczyła 992 mieszkańców.